# Yang Hyun-mo
Yang Hyun-mo (* 23. März 1971) ist ein südkoreanischer Ringer. Er gewann bei den Olympischen Spielen 1996 eine Silbermedaille im freien Stil im Mittelgewicht.

## Werdegang
Yang Hyun-mo begann als Jugendlicher 1984 mit dem Ringen und konzentrierte sich dabei auf den freien Stil. Er gehörte dem Sportclub Te Gong Sil Up Seoul an und wurde hauptsächlich von You In-tak trainiert.der untersetzte kräftige Athlet rang bei einer Größe von 1,74 Metern im Mittelgewicht, der Gewichtsklasse bis 82 bzw. 85 kg Körpergewicht.
Seinen ersten Start bei einer internationalen Meisterschaft absolvierte er im Alter von 22 Jahren. Er nahm dabei an der Asienmeisterschaft in Ulan-Bator teil und gewann dort hinter Amir Reza Khandem Azghadi aus dem Iran und Bajanmönchiin Gantogtoch, Mongolei, eine Bronzemedaille. Bei den Asien-Spielen 1994 in Hiroshima und bei der Asienmeisterschaft 1995 in Manila verpasste er mit einem 4. und einem 5. Platz knapp die Medaillenränge. 1985 startete er in Atlanta auch erstmals bei einer Weltmeisterschaft, kam dort aber nur auf den 17. Platz.
1996 belegte Yang Hyun-mo bei der Asienmeisterschaft in Xiaoshan/China hinter Ruslan Kinchagow aus Usbekistan, aber noch vor dem starken Iraner Alireza Heidari den 2. Platz. Zum Höhepunkt in seiner Laufbahn wurden dann die Olympischen Spiele in Atlanta. Er siegte dort über Hidekazu Yokoyama, Japan, Laszlo Dvorak, Ungarn und den Ex-Weltmeister Elmadi Dschabrailow, Kasachstan, den er knapp mit 3:2 Punkten niederhielt und stand damit im Finale gegen Chadschimurad Magomedow aus Russland. Er lieferte diesem einen offenen Kampf, den er nur knapp mit 1:2 Punkten verlor. Er gewann damit die olympische Silbermedaille.
1997 kam er bei den Ost-Asien-Spielen in Pusan hinter Elmadi Dschabrailow auf den 2. Platz. Bei der Weltmeisterschaft 1998 in Teheran kam Yang Hyun-mo auf den 8. Platz. Er besiegte dabei Ali Özen aus der Türkei und, Sergei Borchenko, Weißrussland, verlor dann gegen Alireza Heidari, besiegte Rasul Katinowasow, Usbekistan und verlor gegen Leslie Gutches aus den Vereinigten Staaten. Wie gut er dabei rang, kann man daraus ersehen, dass die beiden Niederlagen, die er dabei erlitt, äußerst knapp waren. Gegen Heidari, der später Weltmeister wurde, unterlag er nach 8:00 Minuten Kampfzeit mit 0:1 Punkten und gegen Gutches nach ebenfalls 8:00 Minuten Kampfzeit bei ausgeglichenem Punktestand von 1:1 durch Kampfrichter-Entscheid.
Auch bei der Weltmeisterschaft 1999 in Ankara war er in guter Form und kam zu Siegen über Vincent Aka-Akesse, Frankreich, Michael Michaelidis, Zypern und Mahmed Aghajew, Armenien. Seinen vierten Kampf verlor er gegen Chadschimurad Magomedow aus Russland, was sein Ausscheiden zur Folge hatte. Er belegte letztlich wieder den 8. Platz. Seine letzte Meisterschaft, die er bestritt, waren die Olympischen Spiele 2000 in Sydney. Er traf dort in seinem ersten Kampf gegen den russischen Doppel-Olympiasieger und vielfachen Weltmeister Macharbek Chadarzew, der nach mehrjähriger Wettkampfpause bei seinen vierten Olympischen Spielen für Usbekistan an den Start ging. Yang Hyun-mo zerstörte dessen Hoffnungen auf eine weitere Olympiamedaille, denn er besiegte Chadarzew mit 3:2 Punkten. Er siegte dann auch noch über Ali Özen, Türkei, unterlag dann aber gegen Adam Saitijew, Russland und Charles Burton aus den Vereinigten Staaten und belegte den 6. Platz.

## Internationale Erfolge
| Jahr | Platz  | Wettbewerb                           | Gewichtsklasse | Ergebnisse |
| 1993 | 3.     | Asienmeisterschaft in Ulan-Bator     | Mittel         | hinter Amir Reza Khadem Azghadi, Iran und Bajanmönchiin Gantogtoch, Mongolei |
| 1994 | 4.     | Asien-Spiele in Hiroshima            | Mittel         | hinter Amir Reza Khadem Azghadi, Elmadi Dschabrailow, Kasachstan und Hidekazu Yokoyama, Japan |
| 1995 | 5.     | Asienmeisterschaft in Manila         | Mittel         | hinter Elmadi Dschabrailow, Agwaansamdangiin Süchbat, Mongolei, Rusland Kinchagow, Usbekistan und Ali Mohammed Malmir, Iran                                                                                |
| 1995 | 17.    | WM in Atlanta                        | Mittel         | Sieger: Kevon A. Jackson, USA vor Elmadi Dschabrailow und Ruslan Kinchagow |
| 1996 | 2.     | Asienmeisterschaft in Yiaoshan/China | Mittel         | hinter Ruslan Kinchagow, vor Alireza Heidari, Iran und Hidekazu Yokoyama |
| 1996 | Silber | OS in Atlanta                        | Mittel         | nach Siegen über Hidekazu Yokoyama, Laszlo Dvorak, Ungarn und Elmadi Dschabrailow und einer Niederlage gegen Chadschimurad Magomedow                                                                       |
| 1997 | 2.     | Ost-Asien-Spiele in Pusan            | Mittel         | hinter Elmadi Dschabrailow, vor Gandsorigiin Ganchujag, Mongolei |
| 1998 | 8.     | WM in Teheran                        | Mittel         | nach Siegen über Ali Özen, Türkei und Sergei Borchanko, Weißrussland, einer Niederlage gegen Alireza Heidari, einem Sieg über Rasul Katinowasow, Usbekistan und einer Niederlage gegen Leslie Gutches, USA |
| 1998 | 5.     | Asien-Spiele in Bangkok              | Mittel         | hinter Alireza Heidari, Rasul Katinowasow, Magomed Kuruglijew, Kasachstan und Tatsuo Kawai, Japan |
| 1999 | 8.     | WM in Ankara                         | Mittel         | nach Siegen über Vincent Aka-Akesse, Frankreich, Michael Michaelidis, Cypern und Mahmed Aghajew, Armenien und einer Niederlage gegen Chadschimurad Magomedow                                               |
| 2000 | 6.     | OS in Sydney                         | Mittel         | nach Siegen über Macharbek Chadarzew, Usbekistan und Ali Özen und Niederlagen gegen Adam Saitijew, Russland und Charles Burton, USA                                                                        |

## Erläuterungen
- alle Wettkämpfe im freien Stil
- OS = Olympische Spiele, WM = Weltmeisterschaften
- Mittelgewicht, Gewichtsklasse bis 1996 bis 82 kg, von 1997 bis 2001 bis 85 kg Körpergewicht